# Сан-Джорджо-ди-Пьяно
Сан-Джо́рджо-ди-Пья́но (итал. San Giorgio di Piano, эмил.-ром. San Zôrz) — коммуна в Италии, в регионе Эмилия-Романья, подчиняется административному центру Болонья.
Население составляет 5899 человек, плотность населения — 197 чел./км². Занимает площадь 30 км². Почтовый индекс — 40016. Телефонный код — 051.
Покровителем коммуны почитается святой Георгий, празднование 23 апреля.